# Instituto Superior de Ciências Policiais e Segurança Interna
O Instituto Superior de Ciências Policiais e Segurança Interna (ISCPSI) é um estabelecimento de ensino superior público universitário policial, destinado a formar os Oficiais da Polícia de Segurança Pública de Portugal.
O ISCPSI tem por missão ministrar formação inicial e ao longo da vida aos oficiais de polícia da Polícia de Segurança Pública (PSP), através de ciclos de estudos conducentes à obtenção de graus académicos em ciências policiais e de ciclos de estudos não conferentes de grau académico, nos termos da legislação aplicável.
O ISCPSI está instalado na Rua 1º de Maio, nº 3 em Alcântara, na cidade de Lisboa.

## História
O Instituto Superior de Ciências Policiais e Segurança Interna é um estabelecimento policial de ensino superior que ministra o Curso de Formação de Oficiais de Polícia (C.F.O.P.) e está instalado no edifício do antigo Convento do Calvário, em Alcântara-Lisboa.
O actual edifício, resultante da reconstrução após o terramoto de 1755, foi sucessivamente ocupado por diversos estabelecimentos escolares, até que, em 1966, foi atribuído à Escola Prática de Polícia, sendo restaurado e submetido a obras de beneficiação, feitas pelo Ministério das Obras Públicas e pela própria Polícia de Segurança Pública. Primeiramente, foi adaptado à satisfação das necessidades da Escola Prática e posteriormente às da Escola Superior de Polícia. No início do ano lectivo de 1994/95 foram inauguradas as novas instalações da Escola Superior de Polícia, anexas ao antigo edifício, ficando a partir desta data apetrechada com modernas instalações de apoio ao ensino.
Em Fevereiro de 1999, a Escola Superior de Polícia passou a chamar-se Instituto Superior de Ciências Policiais e Segurança Interna, de acordo com a Lei de Organização e Funcionamento da Polícia de Segurança Pública (Lei n.º 5/99 de 27 de Janeiro).
O projecto de criação deste Instituto (ainda enquanto Escola), que data de 1979, tinha em vista a substituição gradual dos Oficiais do Exército a prestar serviço na Polícia de Segurança Pública, mediante a preparação e formação de Oficiais de Polícia com formação de nível superior com o Curso de Formação de Oficiais de Polícia. A competência deste Instituto para conceder o grau de licenciatura em Ciências Policiais aos titulares do Curso de Formação de Oficiais de Polícia foi atribuída pela Portaria n.º 298/94 de 18 de Maio, que aprovou a estrutura curricular e o plano de estudos deste curso.
No entanto, com a publicação do Decreto-Lei n.º 129-B/84, de [[27 de Abril], a Escola Superior de Polícia foi igualmente incumbida de ministrar os Cursos de Promoção a Comissário e Promoção a Chefe de Esquadra, da Polícia de Segurança Pública. Foi então que, no ano lectivo de 1984/85, foram pela primeira vez ministrados os três cursos, (Curso de Formação de Oficiais de Polícia, Curso de Promoção a Comissário e Curso de Promoção a Chefe de Esquadra) e foi igualmente desde essa altura, que a Escola Superior de Polícia se regeu pelo Decreto-Lei n.º 318/86, de 25 de Setembro (Regulamento da ESP) até à publicação do Decreto-Lei n.º 402/[[1993|93], que aprovou o primeiro Estatuto deste estabelecimento de ensino.
No âmbito da formação permanente, o Instituto Superior de Ciências Policiais e Segurança Interna desenvolve a sua actividade promovendo conferências complementares da formação dos seus alunos, recorrendo a personalidades de méritos reconhecidos em diversas matérias; seminários sobre temas de interesse para a Polícia; estágios de aperfeiçoamento e actualização para subcomissários, comissários e oficiais superiores.
Finalmente, é também da competência do Instituto Superior de Ciências Policiais e Segurança Interna realizar, coordenar ou colaborar em projectos de investigação e desenvolvimento, integrados em objectivos de interesse nacional, nomeadamente no domínio da segurança interna.

## Heráldica
Ordenação heráldica:

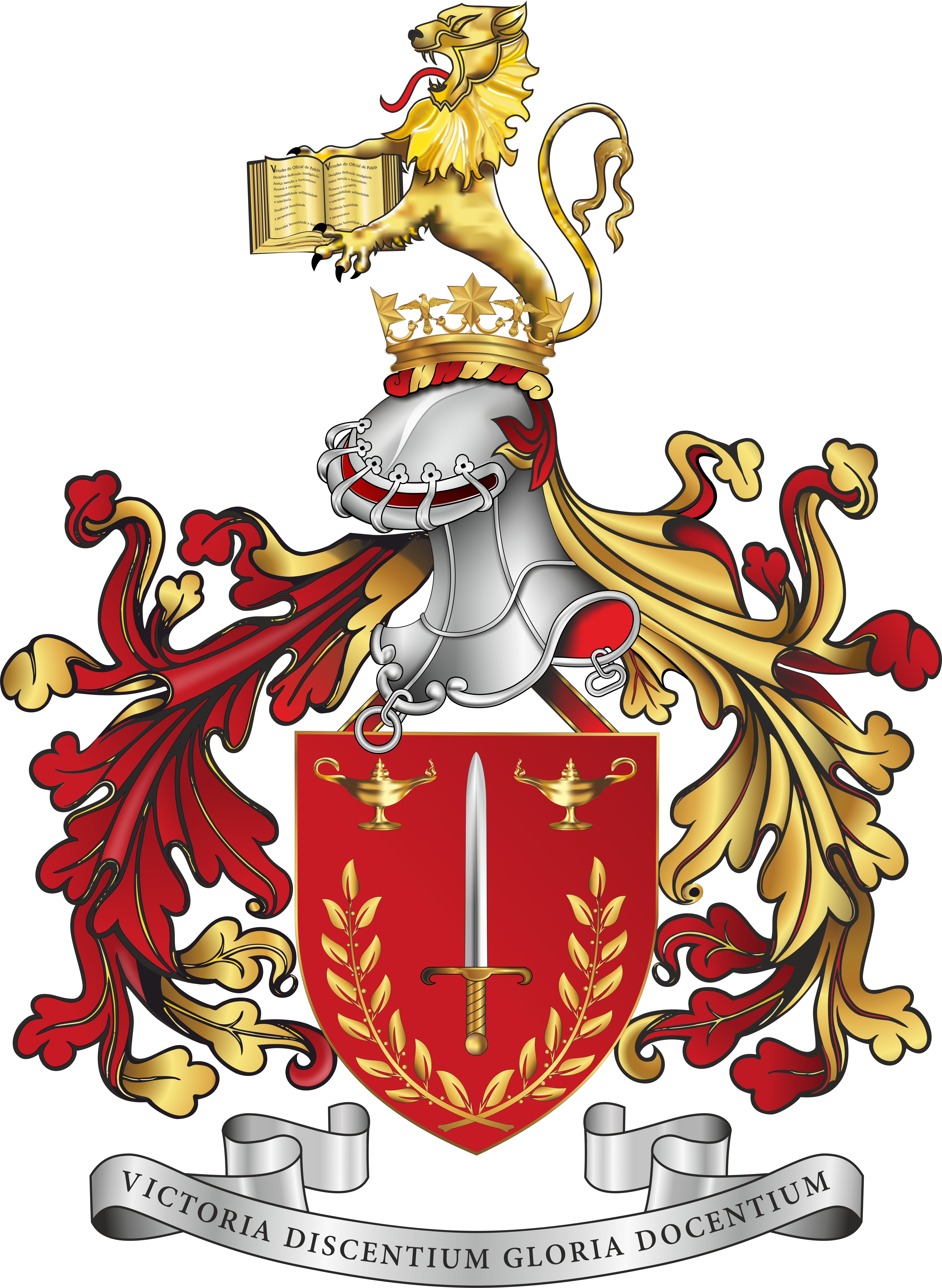
Brasão de Armas do Instituto Superior de Ciências Policiais e Segurança Interna

Escudo - De vermelho, comum gládio à sua cor natural, tendo em chefe duas lucernas sendo a da dextra voltada, acompanhado por dois ramos de louro, nascendo em ponta tudo em ouro
Elmo - De prata forrado a vermelho, a três quartos da dextra
Correia - De vermelho perfilada de prata
Paquife e Virol - De vermelho e ouro, encimado pelo coronel representativo da Polícia de Segurança Pública, em ouro
Timbre - Leão nascente de ouro segurando nas patas um livro impresso
Divisa - Num listel de prata, ondulado, sotoposto ao escudo, em letras de negro, maiúsculas de estilo elzevir, "VICTORIA DISCENTIUM GLORIA DOCENTIUM"
Simbologia:
Gládio - Simboliza a força do saber
As Lucernas - Símbolo da ciência, e, por serem duas, a teórica e a prática
Os Ramos de Louro - Simbolizam a glória e a dignidade
O Livro - Significa o conhecimento e a cultura
O Leão - Simboliza o poder
O Ouro - Significa vigor, nobreza e sabedoria
A Prata - Significa a pureza, nos objectivos das tarefas, e a esperança, como força catalisadora da vontade de aprender
O Vermelho - Representa o valor, argúcia, entusiasmo e segurança
A Divisa - VICTORIA DISCENTIUM GLORIA DOCENTIUM, ou seja, a vitória dos alunos é a glória dos professores.